# Achatzův mlýn
Achatzův mlýn (též Horní mlýn, německy Obermühle) je zaniklý mlýn, který stával ve správním území města Volary v okrese Prachatice. Mlýn byl v letech 1958–1968 chráněn jako nemovitá kulturní památka České republiky.

## Historie

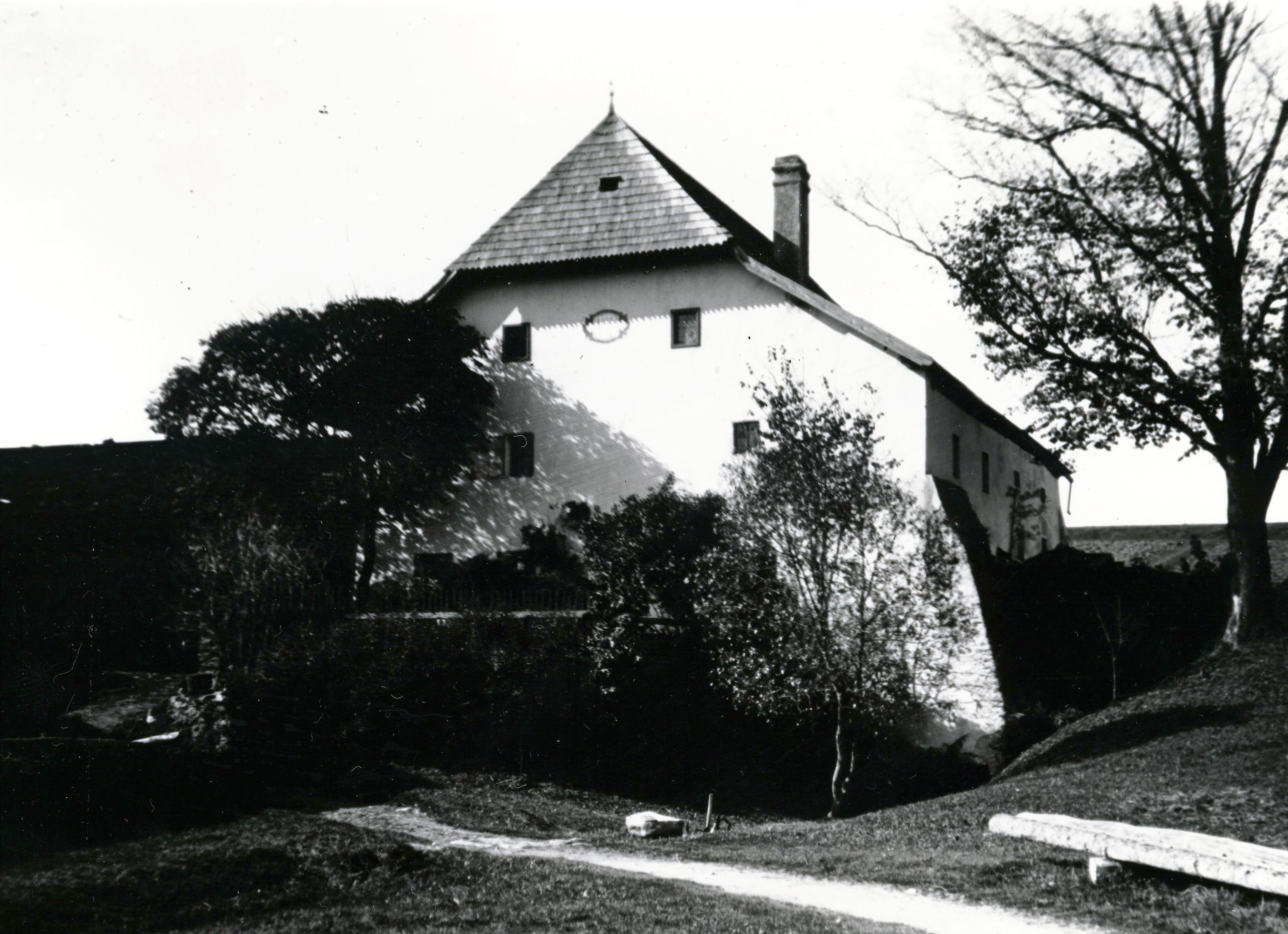
Achatzův mlýn před rokem 1945

První písemná zmínka o usedlosti pochází z roku 1616, kdy je jako majitel zmiňován jakýsi horní mlynář Ambros. Tomu mlýn pravděpodobně patřil až do roku 1654, kdy se jako nový majitel poprvé objevuje Georg Schober. Rod Achatzů, podle kterých byl mlýn pojmenován, původně sídlil ve Zbytinách a pocházel od Berchtesgadenu. Podle historických záznamů měl mlýn za jejich vlastnictví číslo popisné 16. Ještě, než se stali majiteli Achatzové, patřil mlýn jisté Kunigundě Schoberové, od které mlýn zakoupili ve Volarech. Bratři Peter a Johann Achatzové poté mlýn přepsali na svého příbuzného, Veita Achatze. Do poloviny 18. století je pak zmiňováno ještě několik majitelů s příjmením Achatz.
Mlýn byl pravděpodobně dřevěný a v roce 1733 byl přestavěn. Tento letopočet byl vytesán na průčelí mlýna. 
Po druhé světové válce mlýn chátral. Obránci stavby poukazovali na historické hodnoty stavby a jejího barokního vybavení. V roce 1962 bylo navrhováno zřídit zde výletní hostinec. Později byl navrhován prodej objektu, nenašel se ale žádný kupec. V roce 1968 byla povolena demolice a v sedmdesátých letech 20. století byla stavba zbourána.